# Pterella
Pterella är ett släkte av tvåvingar. Pterella ingår i familjen köttflugor.

## Dottertaxa tillPterella, i alfabetisk ordning[1][2]
- Pterella abchazica
- Pterella africana
- Pterella algira
- Pterella angustifrons
- Pterella asiatica
- Pterella chaetotarsa
- Pterella convergens
- Pterella dagestanica
- Pterella eleonorae
- Pterella eos
- Pterella grisea
- Pterella immunita
- Pterella kenyae
- Pterella krombeini
- Pterella liberiensis
- Pterella lucida
- Pterella melanura
- Pterella nigrofasciata
- Pterella obscurior
- Pterella pan
- Pterella penicillaris
- Pterella rubriventris
- Pterella santosdiasi
- Pterella secunda
- Pterella soror
- Pterella stuckenbergi
- Pterella trichiosoma
- Pterella triseriata
- Pterella vadoni
- Pterella yunnanensis
- Pterella zaisanica